# Унгарска комунистическа работническа партия
Унгарската комунистическа работническа партия (на унгарски: Magyar Munkáspárt) е комунистическа партия в Унгария, ръководена от Дюла Тюрмер. Създадена е след падането на комунистическата Унгарска народна република. Партията все още не е спечелила място в унгарския парламент. До май 2009 г. е член на Партията на Европейската левица.

## История
Партията е създадена като Унгарска социалистическа работническа партия на 17 декември 1989 г. като партия-приемник на Унгарската социалистическа работническа партия (MSZMP) от малка група стари членове на MSZMP, които се противопоставят на превръщането ѝ в Унгарската социалистическа партия (MSZP). Сред тях е Кароли Груш, последният генерален секретар на старата MSZMP, който става изпълняващ длъжността председател на новата партия.
На изборите през 1990 г. тя получава около 3% от националния вот, което е най-големият вот за партия, но не успява да спечели място в парламента.
През 1993 г. партията приема името Работническа партия и през същата година част от нея се откъсва, за да сформира още една унгарска социалистическа работническа партия. На изборите през 1994 г. партията печели сходен дял от гласовете, като отново се очертава като най-голямата партия без място в парламента. Въпреки увеличаването на своя дял на гласовете до около 4% на изборите през 1998 г., партията отново остава без място. На изборите през 2002 г. делът на вота на партията пада до около 2% и за първи път от 1990 г. не е най-голямата партия без парламентарно представителство.
На 12 ноември 2005 г. партията се преименува и става Унгарска комунистическа работническа партия. Това става, когато разцеплението довежда до формирането на Работническата партия на Унгария през 2006 г., ръководена от Янос Фратаноло. На изборите през 2006 г. партията получава по-малко от 0,5% от националния вот, докато на изборите през 2010 г. нейният дял от гласовете спада до едва 0,1%. На 11 май 2013 г. партията е преименувана отново. Този път става Унгарска работническа партия поради закон, приет предишната година, който забранява публичното използване на имена, свързани с „авторитарни режими през 20 век“. На парламентарните избори през 2014 г. партията получава 0,56% от гласовете и е отново най-голямата партия без парламентарни места.
По въпроса за референдума за мигрантската квота през 2016 г. партията призова да се гласува „против“, като изразява противопоставяне на това, което възприема като „агресия на ЕС“ срещу Унгария.

## Резултати от парламентарни избори
| Година | Процент гласове | Спечелени мандати | Получени гласове | Статус                    |
| ------ | --------------- | ----------------- | ---------------- | ------------------------- |
| 1990   | 3,68 %          | 0                 | 180 899          | извънпарламентарна партия |
| 1994   | 3,19 %          | 0                 | 172 117          | извънпарламентарна партия |
| 1998   | 4,08 %          | 0                 | 183 064          | извънпарламентарна партия |
| 2002   | 2,16 %          | 0                 | 121 503          | извънпарламентарна партия |
| 2006   | 0,41 %          | 0                 | 21 955           | извънпарламентарна партия |
| 2010   | 0,11 %          | 0                 | 5606             | извънпарламентарна партия |

| година | процент гласове | спечелени мандати | получени гласове |
| ------ | --------------- | ----------------- | ---------------- |
| 2004   | 1,83 %          | 0                 | 56 221           |
| 2009   | 0,96 %          | 0                 | 27 817           |